# Hichani Himoonde
Hichani Himoonde (ur. 15 czerwca 1985 w Lusace) – zambijski piłkarz grający na pozycji obrońcy.

## Kariera klubowa
Karierę piłkarską Himoonde rozpoczął w klubie Lusaka Dynamos ze stolicy kraju, Lusaki. Po grze w drużynie juniorów przeszedł w 2006 roku do pierwszego zespołu. W tym samym roku zadebiutował w jego barwach w rozgrywkach zambijskiej Premier League. W 2007 roku był wypożyczony do Zanaco FC. W 2008 roku zdobył z zespołem Dynamos Challenge Cup. W 2009 roku odszedł do ZESCO United z miasta Ndola.
W 2010 roku Himoonde został piłkarzem klubu TP Mazembe z Demokratycznej Republiki Konga. W 2010 roku wygrał z nim Ligę Mistrzów, a w latach 2011–2013 trzykrotnie wywalczył mistrzostwo kraju. Następnie był graczem klubów Mamelodi Sundowns, ZESCO United, Nkwazi FC, Black Leopards oraz Power Dynamos.

## Kariera reprezentacyjna
W 2007 roku Himoonde wraz z reprezentacją Zambii U-20 wywalczył wicemistrzostwo Afryki U-20. W dorosłej reprezentacji zadebiutował w 2007 roku. W 2008 roku został powołany do kadry na Puchar Narodów Afryki 2008 i rozegrał tam 2 mecze: z Kamerunem (1:5) i z Egiptem (1:1). Z kolei w 2010 roku powołano go na Puchar Narodów Afryki 2010.